# قلعة بروس

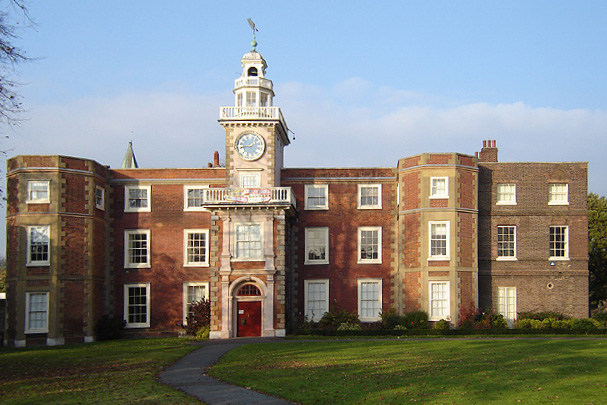
قلعة بروس في توتنهام - لندن

قلعة بروس (بالإنجليزية: Bruce Castle)‏ هي قلعة مصنفة كمبنى أثري ومعماري مهم بنيت في القرن السادس عشر. وكانت مركز لمقاطعة لوردشيب لاين من منطقة توتنهام في لندن. وتعتبر من أقدم الأبنية الإنكليزية المبنية من الطوب. ورممت في القرون السابعة عشر والثامنة عشر والتاسعة عشر. ويعتقد أنها بنين على أنقاض مبنى أقدم. استعملت كمدرسة في القرن اتاسع عشر ثم أضيف أقسام جديدة للمبنى وتحولت إلى متحف وتحتوى على السجلات الحكومية التابعة للمنطقة. ومنذ 1892 أصبحت أرضها حديقة عامة.